# Rand de l'Est

Mapa de la província de Gauteng, mostrant l'East Rand.

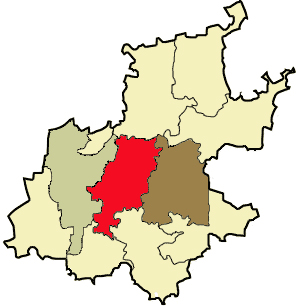
Mapa de Gauteng, mostrant el Rand de l'Est. Johannesburg està senyala en vermell, i el West Rand en marró clar, amb el Rand de l'Est en marró fosc.

East Rand o Rand de l'Est és el nom de la part urbana oriental del Witwatersrand que està funcionalment combinat amb la conurbació de l'Àrea Metropolitana Gran Johannesburg a Sud-àfrica. En aquesta àrea s'hi van establir els europeus després del descobriment d'un filó d'or el 1886, que va provocar la febre de l'or que va donar lloc a la fundació de Johannesburg.
Els grans municipis negres del Rand de l'Est van ser l'escenari de grans xocs entre el Congrés Nacional Africà i el Partit Inkatha per la Llibertat abans del final de l'Apartheid.
La regió s'estén des de Germiston, a l'oest, fins a Springs a l'est, i al sud a Nigel, i inclou les ciutats d'Alberton, Boksburg, Benoni, Brakpan, Kempton Park, Edenvale, i Bedfordview.
Com a part de la reestructuració de municipalitats a Sud-àfrica en el seu moment, les administracions municipals del Rand de l'Est van ser combinades en una sola municipalitat el 1999, anomenada la Municipalitat Metropolitana d'Ekurhuleni, que vol dir "el lloc de la pau".
Tot i tenir un govern municipal separat, com el Rand l'Oest, el Rand l'Est està inclos en l'Àrea Metropolitana del Gran Johannesburg, i comparteix el mateix prefix que Johannesburg (011 local). És bastant comú que els residents del Rand de l'Est treballin a Johannesburg.